# (100645) 1997 VP8
(100645) 1997 VP8 es un asteroide perteneciente al cinturón de asteroides descubierto el 3 de noviembre de 1997 por el equipo del Beijing Schmidt CCD Asteroid Program desde la Estación Xinglong, Hebei, China.

## Designación y nombre
Designado provisionalmente como 1997 VP8.

## Características orbitales
1997 VP8 está situado a una distancia media del Sol de 2,588 ua, pudiendo alejarse hasta 3,206 ua y acercarse hasta 1,970 ua. Su excentricidad es 0,238 y la inclinación orbital 2,669 grados. Emplea 1520,88 días en completar una órbita alrededor del Sol.

## Características físicas
La magnitud absoluta de 1997 VP8 es 15,6. 